# Franziskus Büll
Franziskus Büll OSB (* 30. April 1939 in Berlin als Lotar Büll) ist ein deutscher Ordensgeistlicher, Lehrer und Kirchenhistoriker. Er wirkte als Lehrer am Egbert-Gymnasium in Münsterschwarzach. Büll betreut das Archiv der Abtei Münsterschwarzach.

## Leben
Büll wurde am 30. April 1939 in Berlin geboren und auf den Namen Lotar getauft. Die Familie des späteren Geistlichen hatte einige Beziehungen nach Franken. So brachte im 19. Jahrhundert die Familie Stöhr mehrere Mitglieder hervor, die an der Universität Würzburg zum Professor aufstiegen. Bülls Familie verließ während des Zweiten Weltkriegs wegen der andauernden Luftangriffe Berlin und siedelte sich zunächst in Bad Homburg im heutigen Hessen an. In Bad Homburg, wo die Großeltern lebten, besuchte Büll die Volksschule. Anschließend wechselte er an das private Gymnasium in Münsterschwarzach. Ab 1957 besuchte Büll das Seminar St. Benedikt in Würzburg, sein Abitur legte er in dieser Zeit am dortigen Riemenschneider-Gymnasium ab.
Mit dem Ende der Schulzeit trat Lotar Büll  in das Noviziat der Benediktinerabtei Münsterschwarzach ein, wo er Ordensnamen Franziskus erhielt und im Jahr 1962 seine Zeitliche Profess ablegte, 1965 wurde er mit seiner Feierlichen Profess dauerhaft in den Konvent aufgenommen. Seit 1962 war Büll an der Ordenshochschule in der Erzabtei St. Ottilien im Fach Philosophie eingeschrieben. Anschließend nahm er ein Studium an der Julius-Maximilians-Universität Würzburg auf. Dieses schloss er mit der Promotion im Fach Kirchengeschichte ab. Bischof Josef Stangl weihte ihn am 20. Juli 1968 in Würzburg zum Priester. Zu Beginn der 1970er Jahre absolvierte Büll in Würzburg außerdem ein Lehramtsstudium in Biologie und Chemie, dem sein Referendariat an einer Würzburger Schule folgte.
Im Jahr 1974 trat er eine Stelle am Egbert-Gymnasium in Münsterschwarzach an. Er galt als eine der treibenden Kräfte, die den Ausbau der Schule zum Vollgymnasium vorantrieben. Büll betreute auch die Präparatensammlung an der Schule und baute sie weiter aus. Neben seiner Tätigkeit an der Schule entstanden viele Arbeiten zur bayerischen Kirchengeschichte. Dabei sind insbesondere die Monografien und Aufsätze zur Klostergeschichte hervorzuheben. Franziskus Büll betreute auch das Archiv des Klosters Münsterschwarzach. Ein Teil der Bestände gelangte so in das von Franziskus Büll kuratierte Missionsmuseum in der Abtei. Büll engagierte sich auch politisch und zog über die Klosterliste in die Gemeindevertretung von Schwarzach am Main ein.

## Mitgliedschaften und Ehrungen
- Vorstand des Forschungskreises Ebrach
- Stiftungsbeirat „Kloster und Kaiserpfalz Memleben“
- Bayerische Benediktinerakademie/Benediktinische Akademie Salzburg
- Umweltpreis des Landratsamtes Kitzingen
- „Grüner Oskar“ von Unkraut-Das Umweltmagazin

## Werke (Auswahl)
Franziskus Büll begann seine publikatorische Tätigkeit mit der zweibändigen Veröffentlichung seiner Dissertation über die mittelalterliche Entwicklung des Frauenklosters Schmerlenbach. Es folgten ab den 1990er Jahren weitere Publikationen, die sich vor allem mit der Geschichte des Klosters Münsterschwarzach und anderer Benediktinerklöster in Franken auseinandersetzten. Eine Vielzahl an Aufsätzen erschienen in den Studien und Mitteilungen zur Geschichte des Benediktinerordens und seiner Zweige und im Mainfränkischen Jahrbuch für Geschichte und Kunst. Daneben veröffentlichte er eine Vielzahl an enzyklopädischen Artikel in den Reihen zu den Benediktinerklöstern in Bayern und Hessen.
Autor
- Quellen und Forschungen zur Geschichte der mittelalterlichen Frauenabtei Schmerlenbach im Spessart. 2 Bde. Zugl. Diss. Würzburg 1969.
- mit Josef Gerlach: Schwarzach am Main in alten Ansichten. Zaltbommel 1991, ISBN 9-028-85194-1.
- Das Monasterium Suuarzaha. Ein Beitrag zur Geschichte des Frauenklosters Münsterschwarzach von 788(?) bis 877(?) (= Münsterschwarzacher Studien Bd. 42). Vier-Türme-Verlag, Münsterschwarzach 1992, ISBN 3-878-68454-1.
- 100 Jahre Missionsbenediktiner in Franken, 1200 Jahre Münsterschwarzach. Begleitheft zur Ausstellung im Missionsmuseum der Benediktinerabtei Münsterschwarzach. Vier-Türme-Verlag, Münsterschwarzach 2002, ISBN 3-878-68269-7.
- Schwarzach a. Main. Schwarzach am Main 2002.
- mit Meinrad Dufner: Glaubenszeichen in 1200 Jahren. Ausstellung in der Abteikirche Münsterschwarzach. Begleitheft. Münsterschwarzach 2016.
- mit Martin Brandl, Matthias Wieser: Die Kapelle der Hll. Apostel Simon und Judas Thaddäus im Münsterschwarzacher Zehnthof in Nordheim am Main. Beiträge zu Baugeschichte und Teilinstandsetzung eines Renaissancegebäudes mit barockzeitlicher Innendekoration im Landkreis Kitzingen. Wikomm-Verlag, Stegaurach 2017, ISBN 978-3-86652-053-0.
- 1100 Jahre Gerlachshausen 918–2018. Chronik, G’schichtli, Bilder. Ein fränkisches Dorf im Wandel der Zeit. Benedict-Press, Münsterschwarzach 2018.

Herausgeber
- Magna Gratulatio. 1200 Jahre benediktinische Mönchsgemeinschaft von Münsterschwarzach 816–2016. 816 Gründung des Benediktinerklosters Megingaudshausen bei Scheinfeld/Mfr. nach 877 Übersiedlung in das aufgelassene Frauenkloster Münsterschwarzach (= Münsterschwarzacher Studien Bd. 55). Vier-Türme-Verlag, Münsterschwarzach 2016, ISBN 978-3-89680-899-8.